# Карильське (зупинний пункт)
Кари́льське — пасажирський залізничний зупинний пункт Конотопської дирекції залізничних перевезень Південно-Західної залізниці, кінцева на лінії Алтинівка — Короп довжиною 18 км.
Розташована у с. Карильське Коропського району Чернігівської області між станціями Алтинівка (18 км) та Короп (5 км).
До травня 2013 року (введення нового розкладу) зі станції Конотоп курсував приміський поїзд.

## Історія
У листопаді 1992 року було збудовано гілку від Алтинівки до Коропа трасою розібраної 1922 року вузькоколійної залізниці.
Тоді ж було відкрито залізничну платформу. Платформа Карильське була побудована за рахунок коштів сільськогосподарських та промислових підприємств району і передана Укрзалізниці безкоштовно.[джерело?].
У 2024 році закритий разом з усією дільницею Алтинівка — Короп.